# 駆逐隊潜水隊艇隊令
駆逐隊潜水隊艇隊令（くちくたいせんすいたいていたいれい）は、1919年(大正8年)3月25日に制定された軍令である。正確には、大正8年軍令海3号である。1946年の艦船令等廃止（昭和21年4月3日軍令海第1号）により、艦船令とともに廃止された。

## 内容
この軍令は第1条から第16条までの16の項目からなる。主に、各艦隊の編成の基準やその呼び方、各職務における任務の概要などが書かれている。　司令官が乗船する艦艇は、その艦種の前に「司令」とつけて呼ぶことが定められている（例：駆逐艦の場合は司令駆逐艦、水雷艇の場合は司令艇、等）ほか、階級が下の者は、その直属の上官の命をうけ服務することと定められている。各艦隊職員の常務の細項に関しては海軍大臣がこれを定めるものとされている。
本令は大正8年4月1日より施行され、これにより駆逐隊艇隊潜水隊条例は廃止された。